# Saengthong Gate-Uthong
Saengthong Gate-Uthong ou Sangthong Ket-U-Tong (thaï : แสงทอง เกตุอู่ทอง / Sanftong Ket-U-Tong /Ket-U-Tong Sanftong), surnommée Jit (ชื่อเล่น : จี๊ด), née le 5 mars 1982 en Thaïlande, est un mannequin et une actrice thaïlandaise.

## Biographie
Saengthong Gate-Uthong joue le rôle de l'actrice principale dans la comédie romantique Citizen Dog de Wisit Sasanatieng, un film thaïlandais sorti dans les salles de cinéma en France le 23 août 2006 et dans la comédie familiale Hope.
Elle joue le rôle secondaire de Whan, la séduisante danseuse dans le film d'art martial Boxers.

## Filmographie[11]
- 2004 : Citizen Dog[12]
- 2007 : Boxers
- 2012 : 20000 Days / รักเธอทุกวัน
- 2012 : Hope / บ้านสุดป่วน ก๊วนต่างวัย[13]
- 2013 : The Isthmus / ที่ว่างระหว่างสมุทร[14],[15]